# Lachowicze (rejon dzierżyński)
Lachowicze (biał. Ляхавічы, Lachawiczy; ros. Ляховичи, Lachowiczi) – wieś na Białorusi, w obwodzie mińskim, w rejonie dzierżyńskim, w sielsowiecie Stańków, nad Usą.

## Historia
W XIX i w początkach XX w. położone były w Rosji, w guberni mińskiej, w powiecie mińskim.
Po I wojnie światowej pod administracją polską, w Zarządzie Cywilnym Ziem Wschodnich, w okręgu mińskim, w powiecie mińskim.
W wyniku postanowień traktatu ryskiego znalazły się w granicach Związku Sowieckiego. Od 1925 siedziba sielsowietu, od 1931 do 1937 będącego polsowietem. W latach 1932–1937 w Polskim Rejonie Narodowym im. Feliksa Dzierżyńskiego. Po likwidacji rejonu narodowego i zapoczątkowaniu operacji polskiej NKWD w 1937, mieszkańców Lachowicz dotknęły represje. W okresie represji, 12 sierpnia 1937, dzieci uczące się w szkole w Lachowiczach napisały do władz poddańczy list pt. Będziemy wiernymi pomocnikami czerwonych pograniczników.
Od 1991 w niepodległej Białorusi. 30 października 2009 sielsowiet Lachowicze został zlikwidowany.